# Norwegian Wood (This Bird Has Flown)
〈Norwegian Wood (This Bird Has Flown)〉은 영국의 록 밴드 비틀즈의 노래다. 존 레논과 폴 매카트니의 작곡가 협업으로 쓰였으며 음반 《Rubber Soul》에 실려 1964년 12월 3일 첫 출시되었다. 밥 딜런의 자기 성찰적 가사에 음악적으로 영향을 받은 〈Norwegian Wood〉는 비틀즈의 복잡한 작곡에서 중대한 시점으로 간주된다. 또한, 영화 《헬프!》의 촬영 기간에 이뤄진 곡의 녹음에서 초청된 스튜디오 음악가와 라비 샹카르가 노래에 사용한 시타르는 밴드의 리드 기타 연주자 조지 해리슨에게 영감을 불어넣었다.
비록 〈Norwegian Wood〉가 동양에 영감을 받은 사운드가 록 작품에 쓰인 첫 곡도, 비틀즈가 트랙에 활용한 것도 전례가 없던 일은 아니었으나, 곡은 라가 록과 사이키델릭 록의 발전에 영향을 미친 것으로 기록됐다. 곡의 발표 이후부터 머지 않아 인도의 고전 음악은 주류 서구 사회에서 대중화되었으며 버즈, 롤링 스톤스, 도노반 등의 몇몇 서양 음악가들은 이러한 장르를 자신들의 음악적 접근에 포함시켰다. 따라서 〈Norwegian Wood〉는 진정한 라가 록으로, 또한 추후에 월드 뮤직으로 굳어지는 장르의 초기 개발에 앞장선 것으로 평가된다.

## 작곡
노래의 가사는 존 레논의 혼외 정사에 관련되어 있으며 도입부의 2행 연구에서 이러한 사실의 힌트가 주어진다. "예전에 소녀를 유혹한 적이 있었어. 아니면, 소녀가 나를 유혹했다고 해야 하나." 비록 레논 본인이 누구와 불륜을 가졌는지 한 번도 밝힌 적이 없지만, 작가 필립 노먼은 그와 절친이자 기자 모린 클리브 또는 소니 프리먼 둘 중 한 명일 것이라고 추측했다. 폴 매카트니는 "Norwegian Wood"라는 단어에 대해 그 당시 유행하고 있던 값싼 소나무 벽 (예: 기타 연주자 피터 애셔의 침실)에 대한 냉소적 언급이라고 설명했다. 매카트니는 마지막 구절에 대해 이렇게 말한다. "이 세계에서 한 남자는 일종의 복수를 하고 있어요. 이건 몸을 녹이기 위해 불을 땐다는, 그리고 그녀의 아름다운 집의 장식일 뿐이라는 얘기로도 풀이될 수 있겠지만 그렇지 않아요. 이건 복수의 뜻으로 이 빌어먹을 장소를 태워 무너뜨린다는, 그리고 우리는 여기를 벗어나 음악에 뛰어든다는 그런 뜻이에요."
레논에 따르면, 가사의 대부분은 자신의 창작이며 매카트니는 미들 에이트에서 기여했다. 1980년 레논은 자신의 말을 뒤집어 "완전한 자신의 곡"임을 천명했다. 하지만, 레논의 사망 후 매카트니는 레논이 도입부의 2행을 자신들의 협동 작곡 세션에 가져온 뒤, 둘이서 곡의 제작을 끝맺었으며 동시에 자신이 미들 에이트와 제목, 그리고 "불"을 기여했다고 말했다. 이 말의 진위 여부와 관계없이 레논은 1965년 2월, 자신의 아내 신시아와 녹음 프로듀서 조지 마틴과 스위스 알프스의 생모리츠에서 휴가를 보낸던 중 노래의 작곡을 시작했다. 다음 날 레논은 노래의 어쿠스틱 편곡을 확장했고, 이는 딜런과 비슷한 8분의 6박자로 쓰였다. 그리고 스키를 타다 입은 부상을 치료하던 마틴에게 곡을 보여주었다. 존 스티브는 자신의 저서 《더 송 오브 레논: 더 비틀즈 이어스》에서 〈Norwegian Wood〉가 포크 스타일 발라드의 분수령이며 "레논은 빠르게 가사 하나의 이미지를 다른 곳으로 옮겨가며, 그 뒤 청자 스스로 완성된 하나의 그림으로 상상할 수 있도록 그에게 떠맡긴다."고 기술했다. 또한 초창기 노래 〈Ask Me Why〉, 〈There's a Place〉의 형태에서 이어지는 곡은 레논의 비현실적 가사 사용에 대한 결정적인 시점이라고 기록했다.

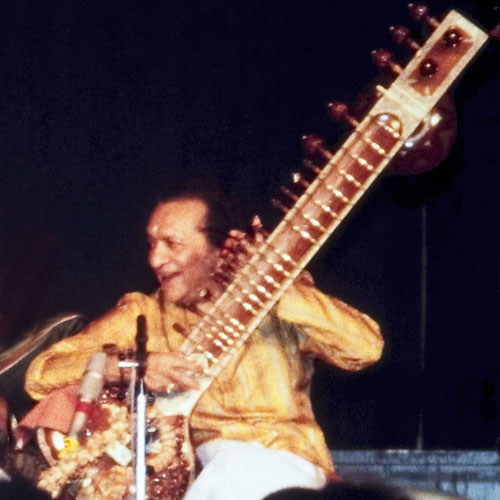
사진의 라비 샹카르가 연주한 시타르는 비틀즈가 자신들의 레퍼토리에 인도 음악을 혼합할 수 있도록 고무한다.

1964년 4월 5일과 6일 사이에 트위크넘 영화 스튜디오에서 비틀즈의 두 번째 영화 《헬프!》를 촬영하고 있었을 때, 조지 해리슨은 〈Norwegian Wood〉에 사용하게 되는 처음 시타르와 조우했다. 해리슨의 관심으로 인도 세션 음악가 무리는 비틀즈가 쓴 〈A Hard Day's Night〉, 〈Can't Buy Me Love〉, 〈I Should Have Known Better〉의 세 개의 작품의 멜로디를 혼합하고 다른 악기와 시타르가 사용되도록 편곡된 기악곡 〈Another Hard Day's Night〉을 연주한다. 이는 인도 영향을 받은 서양 작곡에서는 첫 번째 사례가 아니다. 게다가 라가 록 비슷한 사운드의 사용은 비틀즈의 〈Ticket to Ride〉, 드물게도 사이키델릭을 도입한 킹크스의 〈See My Friends〉에서 발견된다. 야드버즈는 또한 자신들이 녹음한 〈Heart Full of Soul〉에서 전자 기타로 비슷하게 찌그러진 사운드를 만들었다. 1965년 8월 25일, 비틀즈의 미국 투어 도중 해리슨의 친구이자 버즈의 데이비드 크로스비는 인도 고전 음악에 대한 자신의 생각과 시타르의 거장 라비 샹카르에 대해 자세히 논의했다. 이후 런던에 돌아온 해리슨은 크로스비의 권유로 샹카르의 녹음물을 찾아냈고, 또한 옥스포드 거리의 인도제품 가게에서 값싼 시타르를 구입했다.
해리슨은 자신이 가진 이 애정을 다른 비틀즈에게 공유했고, 그는 모든 밴드 멤버가 전반적으로 "빠르게 성장하고 있고 많은 영향을 받았다"고 느꼈다. 매카트니는 인도 음악을 듣고 "지루"했다고 인정했으며, 레논은 장르의 신비로운 특성에 큰 흥미를 느꼈지만 정식 연주법이나 교육은 거부했다. 레논은 단순히 시타르의 음색에 매료된 것이었으며 악기가 제공할 수 있는 가능성을 열어두고 있었다. 해리슨은 드럼 연주자 링고 스타에게는 타블라를 소개했지만, 스타는 완전히 얼떨떨해 하면서 연주법을 익히는 것을 거부했다. 해리슨은 "그에게는 너무 난해했던 것"이라고 생각했다.

## 참여 인원
월터 에버렛 제공
- 존 레논 – 더블 트래킹된 보컬, 어쿠스틱 기타
- 폴 매카트니 – 베이스 기타, 하모니 보컬
- 조지 해리슨 – 12현 어쿠스틱 기타, 더블 트래킹된 시타르
- 링고 스타 – 탬버린, 베이스 드럼

## 참고 문헌
- Bellman, Jonathan (1998). 《The Exotic in Western Music》. Northeastern University Press. ISBN 1-55553-319-1.
- Everett, Walter (1999). 《The Beatles as Musicians: Revolver Through the Anthrology》. Oxford University Press. ISBN 0-19-509553-7.
- Giuliano, Geoffry (1997). 《Dark Horse: The Life and Art of George Harrison》. New York: Da Capo Press. ISBN 978-0-306-80747-3.
- Howlett, Kevin (2009). 《Rubber Soul》 (CD booklet). The Beatles. Parlophone Records.
- Inglis, Ian (2010). 《The Words and Music of George Harrison》 1판. Santa Barbara, California: ABC-CLIO. ISBN 978-0-313-37532-3.
- Kruth, John (2015). 《This Bird Has Flown: The Enduring Beauty of Rubber Soul Fifty Years On》. Backbeat Books. ISBN 978-1-61713-573-6.
- Jackson, Andrew (2015). 《1965: The Most Revolutionary Year in Music》. Thomas Dunne Books. ISBN 978-1-250-05962-8.
- Lavezzoli, Peter (2006). 《The Dawn of Indian Music in the West: Bhairavi》. Continuum. ISBN 0-8264-1815-5.
- Lewisohn, Mark (2005). 《The Complete Beatles Recording Sessions: The Official Story of the Abbey Road Years 1962–1970》. London: Bounty Books. ISBN 978-0-7537-2545-0.
- MacDonald, Ian (2005). 《Revolution in the Head: The Beatles' Records and the Sixties》 Seco Revis판. London: Pimlico Books at Random House. ISBN 1-84413-828-3.
- Margotin, Philippe; Guesdon, Jean-Michel (2013). 《All the Songs: The Story Behind Every Beatles Release》. Black Dog & Leventhal. ISBN 978-1-57912-952-1.
- Miles, Barry (1997). 《Paul McCartney: Many Years from Now》. New York: Henry Holt and Company. ISBN 0-8050-5249-6.
- Miles, Barry (2001). 《The Beatles Diary, Volume 1: The Beatles Years》. Omnibus Press. ISBN 978-0-7119-8308-3.
- Montgomery, Ted (2014). 《The Beatles Through Headphones》. McFarland & Company. ISBN 978-0-7864-7863-7.
- Norman, Philip (2008). 《John Lennon: The Life》. Doubleday. ISBN 978-0-385-66100-3.
- Pedler, Dominic (2003). 《The Songwriting Secrets of the Beatles》. Omnibus Press.
- Perone, James E. (2012). 《The Album》 1판. Santa Barbara, CA: ABC-CLIO. ISBN 978-0-313-37906-2.
- Rodriguez, Robert (2012). 《Revolver: How the Beatles Reimagined Rock 'n' Roll》. Milwaukee, WI: Backbeat Books. ISBN 978-1-61713-009-0.
- Ryan, Kevin (2006). 《Recording the Beatles: The Studio Equipment and Techniques Used to Create Their Classic Albums》. Curvebender Publishing. ISBN 978-0-9785200-0-7.
- Spignesi, Stephen J. (2004). 《100 Best Beatles Songs: A Passionate Fan's Guide》. Black Dog Publishing. ISBN 1-57912-369-4.
- Spitz, Bob (2013). “The British Invasion”. 《Time》.
- Spizer, Bruce (2006). 《The Capitol Albums, Volume 2》 (CD booklet). The Beatles. Capitol Records.
- Stevens, John (2002). 《The Songs of John Lennon: The Beatles Years》 1판. Boston: Berklee Press. ISBN 0-634-01795-0.
- Tillery, Gary (2011). 《Working Class Mystic: A Spiritual Biography of George Harrison》. Wheaton, Illinois: Quest Books. ISBN 978-0-8356-0900-5.
- Turner, Steve (2016). 《Beatles '66: The Revolutionary Year》. New York, NY: HarperLuxe. ISBN 978-0-06-249713-0.
- Unterberger, Richie (2006). 《The Unreleased Beatles: Music & Film》. San Francisco: Backbeat Books. ISBN 978-0-87930-892-6.
- Williams, Paul (2002). 《The Crawdaddy! Book: Writings (and Images) from the Magazine of Rock》. Hal Leonard. ISBN 0-634-02958-4.
- Womack, Kennack (2009). 《The Cambridge Companion to the Beatles》. Cambridge University Press. ISBN 978-0-521-86965-2.

- Sheff, David (2000). 《All We Are Saying: The Last Major Interview with John Lennon and Yoko Ono》. New York: St. Martin's Press. ISBN 0-312-25464-4.
- Shepherd, John; Horn, David (2003). 《Continuum Encyclopedia of Popular Music of the World Part 1– Performance and Production, Volume 2》 1판. London: Continuum. ISBN 0-8264-6321-5.
- Spitz, Bob (2005). 《The Beatles: The Biography》. Boston: Little, Brown. ISBN 0-316-80352-9.